# Utta Danella – Der schwarze Spiegel
Utta Danella – Der schwarze Spiegel ist eine deutsche Komödie von Dietmar Klein aus dem Jahr 2000. Die Verfilmung geht zurück auf Utta Danellas Roman Der schwarze Spiegel und ist die 1. Folge der Filmreihe. Die Hauptrollen sind besetzt mit Sonja Kirchberger und Peter Bongartz.

## Handlung
Karl Ravinski ist ein verwitweter Küchenmöbelfabrikant und will in Mallorca die Fusion seiner Firma abklären. Um ihn abzulenken, wird das Callgirl Cora Talheim arrangiert. Cora warnt Karl vor der faulen Fusion und die beiden verlieben sich ineinander. Als die beiden heiraten, sind Karls Kinder vor den Kopf gestoßen. Dann stirbt Karl an Herzversagen und Cora wird bei einem Reitausflug fast erschossen.

## Produktion
Die Erstausstrahlung im Programm Das Erste erfolgte am 10. November 2000.